# Веселин Райков
Веселин Иванов Райков е български офицер, генерал-лейтенант от Държавна сигурност.

## Биография
Роден е на 28 октомври 1912 г. във врачанското село Галово. Член е на БКП от 1930 г. и секретар на партийната група в родното си село. Преследван от полицията за комунистическа дейност излиза в нелегалност. Укрива се в Плевен и Върщец. През 1933 г. се премества в София и става секретар на Лозенската партийна организация. По това време живее в една квартира с Младен Исаев. От есента на 1933 г. е член на III районен комитет на БКП, а от 1934 г. и секретар на комитета. През май 1934 г. е арестуван и изпратен в затвора. След като излиза от затвора отново става член на същия районен комитет. Става отговорен редактор на вестника на Софийската окръжна организация на легалната Работническа партия. Отново е арестуван, но оправдан от съда и освободен. През 1937 г. става секторен партиен отговорник. Участва в Съпротивителното движение като ръководител на бойна група.
След 9 септември 1944 г. постъпва на работа в Държавна сигурност като следовател. Завършва вечерен партиен университет. От 1945 до 1952 г. работи в Народната милиция. През 1948 г. завършва специална школа. След това е инспектор в отдел XII (за борба с политическия бандитизъм) на ДС, който отговаря за борбата с горяните. През 1955 и 1956 г. специализира в СССР. Между 1956 и 1973 г. е последователно началник на Софийското окръжно и градско управление на МВР. От 19 септември 1959 г. е генерал-майор. Бил е началник на управление „Кадри“ в МВР, член на Бюрото на Градския комитет на БКП в София, на бюрото на Окръжния комитет на БКП в София, както и председател на Федерацията по спортна стрелба. Веселин Райков консултира редица филми по сценарии на Свобода Бъчварова, Павел Вежинов и Антон Дончев. С Указ № 2938 от 26 октомври 1982 г. е обявен за Герой на социалистическия труд. Награждаван е с орден „Народна свобода 1941 – 1944 г.“, орден „9 септември 1944 г.“, орден „Червено знаме“, орден „Народна република България“ III ст. и I ст. и орден „Георги Димитров“. Умира през 1991 г.